# Tim Dubois
Tim Dubois (* 8. Juli 1996 in Bern) ist ein ehemaliger Schweizer Eishockeyspieler und derzeitiger ‑trainer. Er amtet momentan als Assistenztrainer der U20-Junioren des SC Bern.

## Karriere
Dubois begann seine Eishockeykarriere im Nachwuchs des EHC Biel, ehe er zur Saison 2009/10 in den Nachwuchs des SC Bern wechselte, wo er in der Folge alle Nachwuchskategorien durchlief und mit dem SC Bern unter anderem 2014 die Meisterschaft der Elite-Novizen und 2016 die Elite-A-Meisterschaft gewann. In der Saison 2015/16 folgte der erste Einsatz im Fanionteam in der National League A. In der höchsten Spielklasse der Schweiz festsetzen konnte er sich nicht, stattdessen spielte er die meiste Zeit in der NLB für den EHC Visp, um dort Spielpraxis zu sammeln. Auch zur Saison 2017/18 war er an die Walliser ausgeliehen. Nach einer Gehirnerschütterung musste Dubois die Schlittschuhe jedoch frühzeitig an den Nagel hängen. Seither ist er als Assistenztrainer bei den U20-Junioren des SC Bern aktiv.

### International
Dubois bestritt vereinzelt Partien für die U16- sowie U20-Auswahl der Schweizer Nationalmannschaft.

## Erfolge und Auszeichnungen
- 2014 Schweizer Meister mit den Elite-Novizen des SC Bern
- 2016 Schweizer Meister mit den Elite-A-Junioren des SC Bern

## Karrierestatistik
Stand: Ende der Saison 2017/18
(Legende zur Spielerstatistik: Sp oder GP = absolvierte Spiele; T oder G = erzielte Tore; V oder A = erzielte Assists; Pkt oder Pts = erzielte Scorerpunkte; SM oder PIM = erhaltene Strafminuten; +/− = Plus/Minus-Bilanz; PP = erzielte Überzahltore; SH = erzielte Unterzahltore; GW = erzielte Siegtore; 1 Play-downs/Relegation; Kursiv: Statistik nicht vollständig)